# Spargania fallaciosa
Spargania fallaciosa là một loài bướm đêm trong họ Geometridae.